# Федеральное управление по информационной безопасности

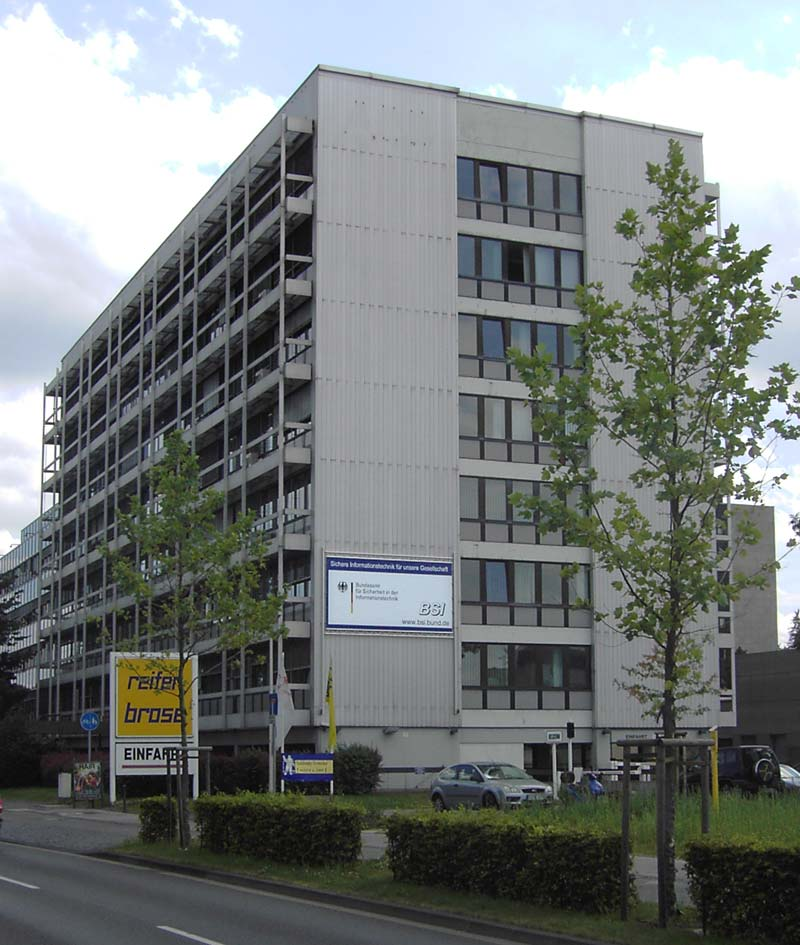
Здание BSI в Бонне

Федеральное управление по информационной безопасности  (англ. Federal Office for Information Security (FOIS), нем. Bundesamt für Sicherheit in der Informationstechnik (BSI) — немецкое правительственное агентство. Агентство отвечает за управление безопасностью компьютеров и коммуникаций для правительства Германии. В области своей компетенции и ответственности отвечает за безопасность компьютерных приложений, защиту критической инфраструктуры, интернет-безопасность, криптографию, контрнаблюдение, сертификацию продуктов для обеспечения безопасности и аккредитацию испытательных лабораторий безопасности. Агентство расположено в Бонне и насчитывает более 400 сотрудников. С 16 октября 2009 года, его нынешним президентом является математик Михаэль Ханге, который занял этот пост после доктора Удо Хельмбрехта (нем. Udo Helmbrecht).
Предшественником BSI является криптографический отдел Федеральной разведывательной службы Германии. BSI по-прежнему проектирует криптографические алгоритмы, такие как шифр Libelle.

## Аналогичные агентства в других странах
- Национальный институт стандартов и технологий (США)
- Центральное агентство компьютеров и телекоммуникаций (Великобритания)

Для этих организаций BSI не предоставляет общих IT-стандартов, но ориентировано на IT-безопасность. BSI отделена от радиоэлектронной разведки Германии, которая входит в структуру германской внешней разведки (BND). Неизвестно, имеется ли в той или иной форме неофициальное сотрудничество между BSI и BND.